# Moulin-Rouge
Pour les articles homonymes, voir Moulin rouge (homonymie).
Le Moulin-Rouge est un cabaret parisien fondé en 1889 par le Catalan Josep Oller et par Charles Zidler, qui possédaient déjà l'Olympia. Il est situé sur le boulevard de Clichy dans le 18e arrondissement de Paris, dans le quartier Pigalle au pied de la butte Montmartre. 
Le cabaret est connu notamment pour son spectacle de French cancan, avec en moyenne 600 000 spectateurs chaque année.
Son style et son nom ont été imités et empruntés par d'autres cabarets dans le monde entier.
Ce site est desservi par la station de métro Blanche.

## Histoire

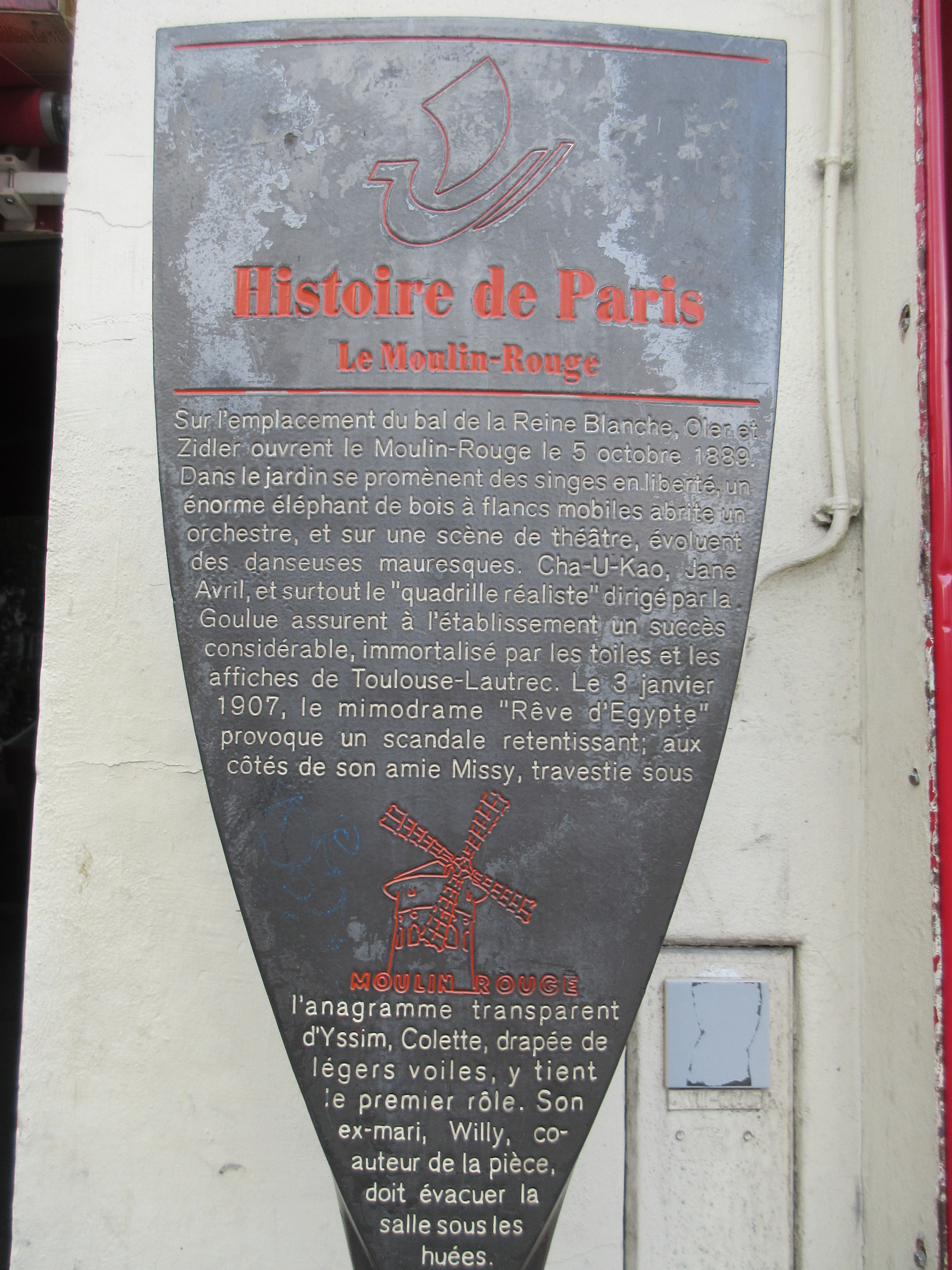
Panneau Histoire de Paris.

### Naissance

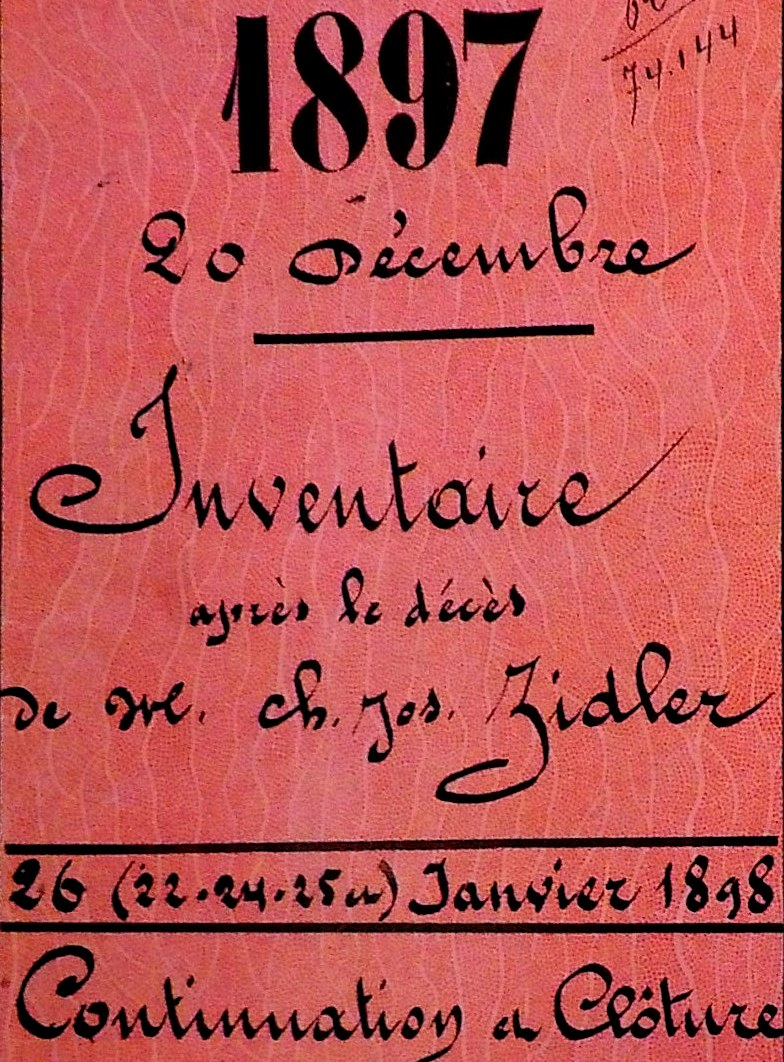
L'inventaire après décès (20 décembre 1897) du fondateur du Moulin-Rouge détaille la création et les premières années du cabaret (1889-1897).

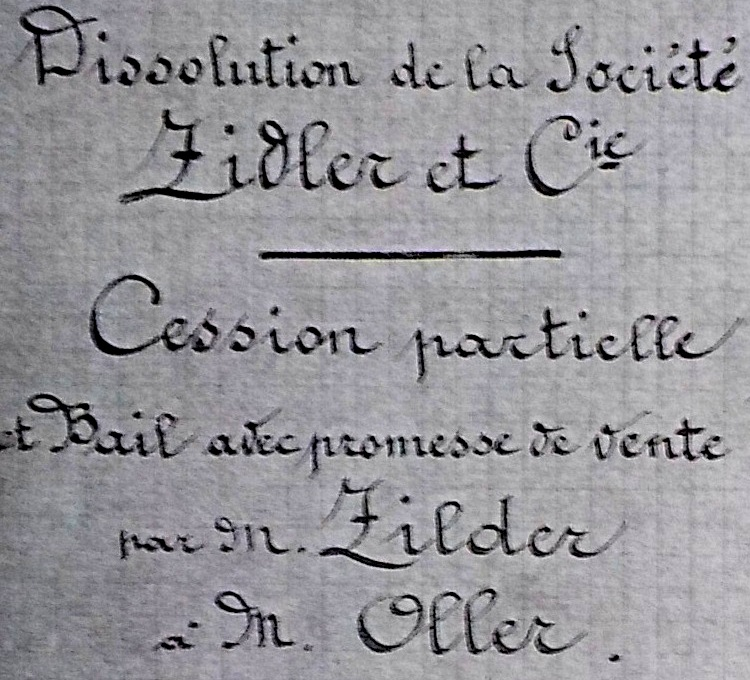
Le 9 septembre 1892, cession de Zidler, affaibli à la suite d'un accident vasculaire cérébral, à Oller, de toute la « clientèle et achalandage » du Moulin-Rouge.

#### Contexte
La Belle Époque est une période de paix et d’optimisme marquée par le progrès industriel et un foisonnement culturel particulièrement riche. Les expositions universelles de 1889 (célébration du centenaire de la Révolution française et présentation de la tour Eiffel) et de 1900 en sont les symboles. Le japonisme, courant artistique d’inspiration orientale avec pour brillant disciple Toulouse-Lautrec, est à son apogée. Montmartre, au milieu d’un Paris de plus en plus gigantesque et dépersonnalisé, a su garder une ambiance de village bucolique.
Il y eut jusqu’à 30 moulins à vent sur la butte Montmartre (dont 12 rue Lepic) qui broyaient du grain, du maïs, du plâtre, de la pierre. Étymologiquement, on oppose à « cabaret » ou « cabret » (terme d’origine picarde, signifiant « petite chambre » ou « établissement où l’on sert des boissons »), ce que Jean Deny appelle le prototype arabe kharabat (« خربات ») signifiant « cabaret » en turc, persan et pachto, ou encore khammarât « خمارات », autre racine arabe proposée par Antoine-Paulin Pihan. La revue est à l’époque une petite pièce comique ou satirique passant en revue l’actualité et ses personnalités, avec humour et irrévérence.
Le 6 octobre 1889, le Moulin-Rouge est inauguré au pied de la butte Montmartre à l'emplacement de l'ancien Bal de la Reine Blanche, date judicieusement programmée au lendemain de la dernière fête de nuit avant la fermeture annuelle du Jardin de Paris des Champs-Élysées exploité par les mêmes propriétaires et dont les habitués se retrouveront dans le nouvel établissement de la place Blanche. Son créateur Joseph Oller et son directeur et associé Charles Zidler sont de redoutables hommes d’affaires, qui connaissent bien les goûts du public. L’objectif est de permettre aux plus riches de venir s’encanailler dans un quartier à la mode, Montmartre. Le lieu extravagant – le jardin est agrémenté d’un gigantesque éléphant en stuc provenant de l'exposition universelle de 1889 – permet à toutes les populations de se mélanger. Petits employés, résidents de la place Blanche, artistes, bourgeois, hommes d’affaires, femmes élégantes et étrangers de passage s’y côtoient. Surnommé « Le Premier Palais des Femmes » par Oller et Zidler, le cabaret connaît rapidement un vif succès.
Le Moulin Rouge est aujourd'hui l'un des trois plus grands music-hall de France avec le Royal Palace et le Lido.

#### Ingrédients du succès
Une architecture de salle révolutionnaire qui permettait des changements de décor rapides et où tous les publics se mélangeaient. Des soirées festives, au champagne, où l’on danse et rit énormément grâce à des attractions pleines d’humour et qui changent régulièrement, comme celle du Pétomane.
Une nouvelle danse inspirée du Quadrille ou « chahut » est de plus en plus populaire : le French Cancan, exécutée sur un rythme endiablé par des danseuses aux costumes affriolants avec des jupons et des culottes fendues. Des danseuses illustres resteront dans l’Histoire du Moulin-Rouge, incluant La Goulue, Jane Avril, la Môme Fromage, Grille d’Égout, Nini Pattes en l’Air, Germaine Pichot et Yvette Guilbert. Le Moulin-Rouge est un lieu aimé des artistes, dont le plus emblématique est Henri de Toulouse-Lautrec. Ses affiches et ses tableaux assurèrent au Moulin-Rouge une notoriété rapide et internationale.

#### Montmartre

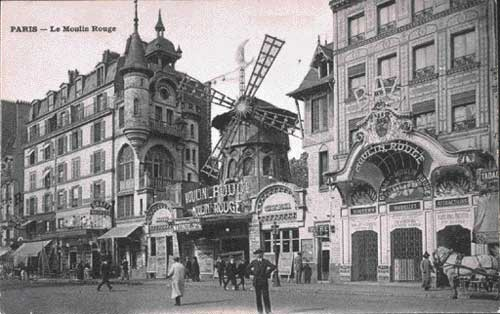
Le Moulin-Rouge en 1900.

À la fin du XIXe siècle, il existait deux Montmartre : celui des fêtes et celui des artistes qui venaient y chercher la qualité de la lumière au-dessus de la pollution de la grande cité et les loyers modérés. Ces deux mondes cohabitaient et se mélangeaient avec deux valeurs communes : le plaisir et la beauté. Les artistes de Montmartre comptaient Henri de Toulouse-Lautrec, Auguste Renoir, Juan Gris, Georges Braque, Kees van Dongen, Guillaume Apollinaire, Alphonse Allais, Pablo Picasso, Marcel Proust, Maurice Utrillo, Amedeo Modigliani, Chaïm Soutine, Pierre Bonnard, Roland Dorgelès, Max Jacob, Pierre Mac Orlan. Au milieu d’une ville de plus en plus gigantesque et dépersonnalisée, Montmartre cultive son esprit village, grande famille qu’on s’est choisie, son aspect bucolique avec les vendanges, c'est-à-dire humain.
Le Moulin-Rouge affiche « Bal, divertissements, variétés » ; Henri de Toulouse-Lautrec fête ses 25 ans, il est dans la salle. Visionnaires, Joseph Oller, créateur propriétaire, et Charles Zidler, directeur, imaginent un lieu rehaussé d’un gros moulin peint en rouge et illuminé la nuit afin d’être bien visible depuis les Grands boulevards et le bas de la rue Blanche. Le Moulin-Rouge, très différent des autres moulins de la butte Montmartre avait pour vocation essentielle d'être l'enseigne de l'établissement. Dessiné par Adolphe Willette, il fut le premier bâtiment électrifié de Paris. Sa forme et sa couleur immédiatement reconnaissables en ont fait un des emblèmes de Paris.
Joseph Oller n'en est pas à sa première création, entre autres, parmi les plus célèbres : inventeur du Pari mutuel en 1867, fondateur d’un des premiers grands parcs d’attraction avec les montagnes russes boulevard des Capucines en 1887, créateur de l’Olympia en 1893. La femme prend une place primordiale dans le cabaret qui promet « de l’or et des jambes de femme ». Oller et Zidler voulait créer « le premier palais de la femme ». Dans la société de cette fin du XIXe siècle, « le sexe était perçu comme une chose peu honorable et l'expression du plaisir n'existait que dans les amours illicites, réservés aux hommes. » Excepté en sculpture et en peinture, le corps féminin n'est jamais dévoilé (y compris les mains, porteuses de gants dans le beau monde, et les cheveux, toujours surmontés d'un chapeau agrémenté souvent d'une voilette).
La curiosité excite l'imagination des hommes, leurs fantasmes les conduisent au Moulin-Rouge. La Goulue et autres chahuteuses dansent sur des rythmes endiablés et jouent de leurs « gambettes » dévoilées en partie. Dès le début pourtant, les hommes ont aussi la vedette, avec Valentin le Désossé. Ses deux personnages ont été des vedettes instantanées, mais Louise Weber, surnommée « la Goulue », est devenue avant l'heure une véritable « star » par son audace et son énergie. Tête d'affiche permanente, elle est le symbole du cancan et du Moulin-Rouge. Artiste la mieux payée de Paris, elle est adulée par Henri de Toulouse-Lautrec qui en fait son modèle favori.

### Grands moments

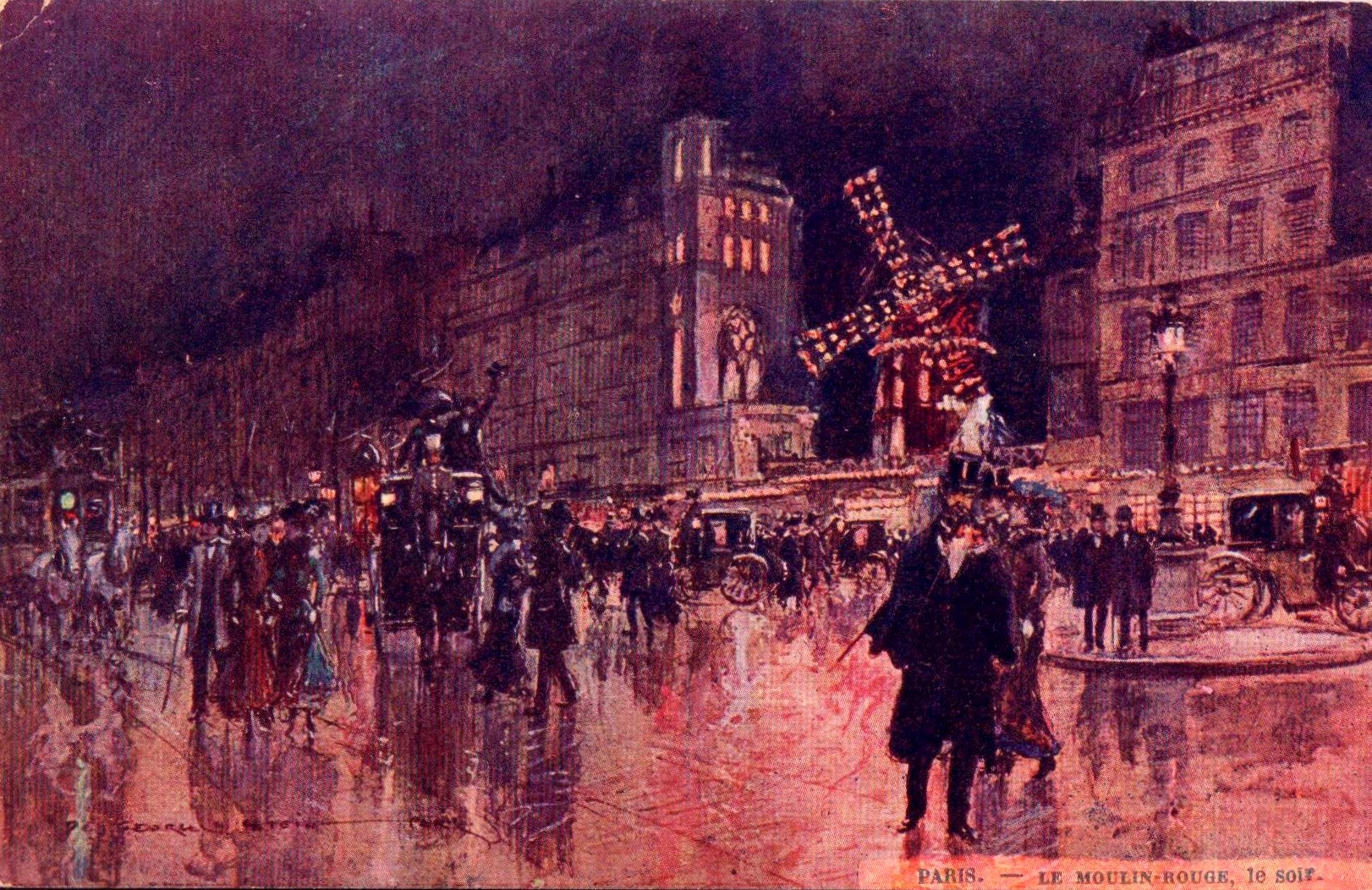
Le Moulin-Rouge, le soir vers 1910 (carte postale).

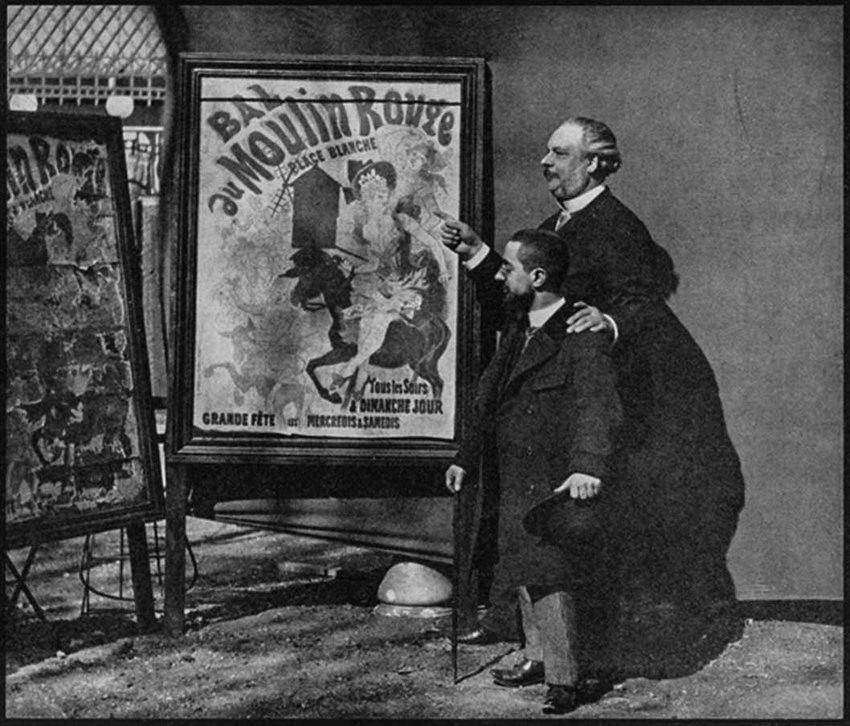
Henri de Toulouse-Lautrec et Tremolada, assistant de Zidler, manager du Moulin-Rouge. Paris, 1892.

Les premières années du Moulin-Rouge sont marquées par des spectacles extravagants, inspirés du cirque, et des attractions restées célèbres comme celle du Pétomane. On organise des concerts bals tous les jours à 22 heures. De 1889 à 1910, Foottit et Chocolat, duo comique entre un clown blanc autoritaire et un Auguste noir souffre-douleur, est très populaire et souvent à l’affiche au Moulin-Rouge. Le rire fait partie intégrante du Moulin-Rouge, un rire désopilant avec des spasmes, qui mettait la salle en « convulsions ».

Le 19 avril 1890, la 1re revue est intitulée Circassiens et Circassiennes. Le 26 octobre 1890, le prince de Galles, futur Édouard VII, qui effectue un séjour privé à Paris, retient une table pour découvrir ce quadrille dont la réputation avait déjà franchi la Manche. En le reconnaissant, la Goulue, jambe en l’air et tête dans les jupons, lance sans hésiter : 

« Ohé, Galles, tu paies le champagne ! »

En 1891, la Goulue est la première affiche d'Henri de Toulouse-Lautrec pour le Moulin-Rouge. En 1893, le bal des Quat'z'Arts fait scandale avec son défilé de Cléopâtre nue entourée de jeunes filles tout aussi dénudées.

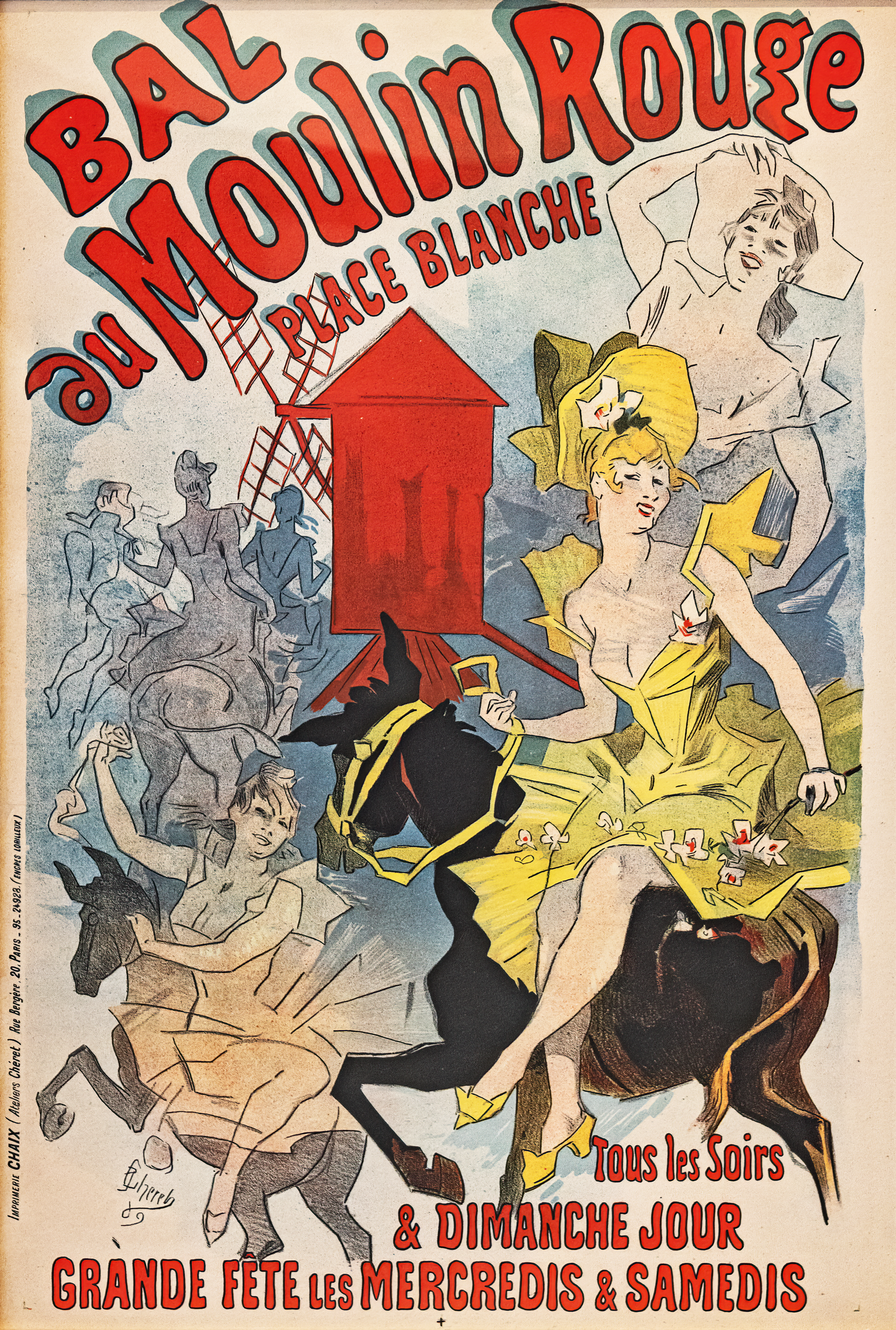
Bal au Moulin Rouge, affiche de Jules Chéret, 1889.
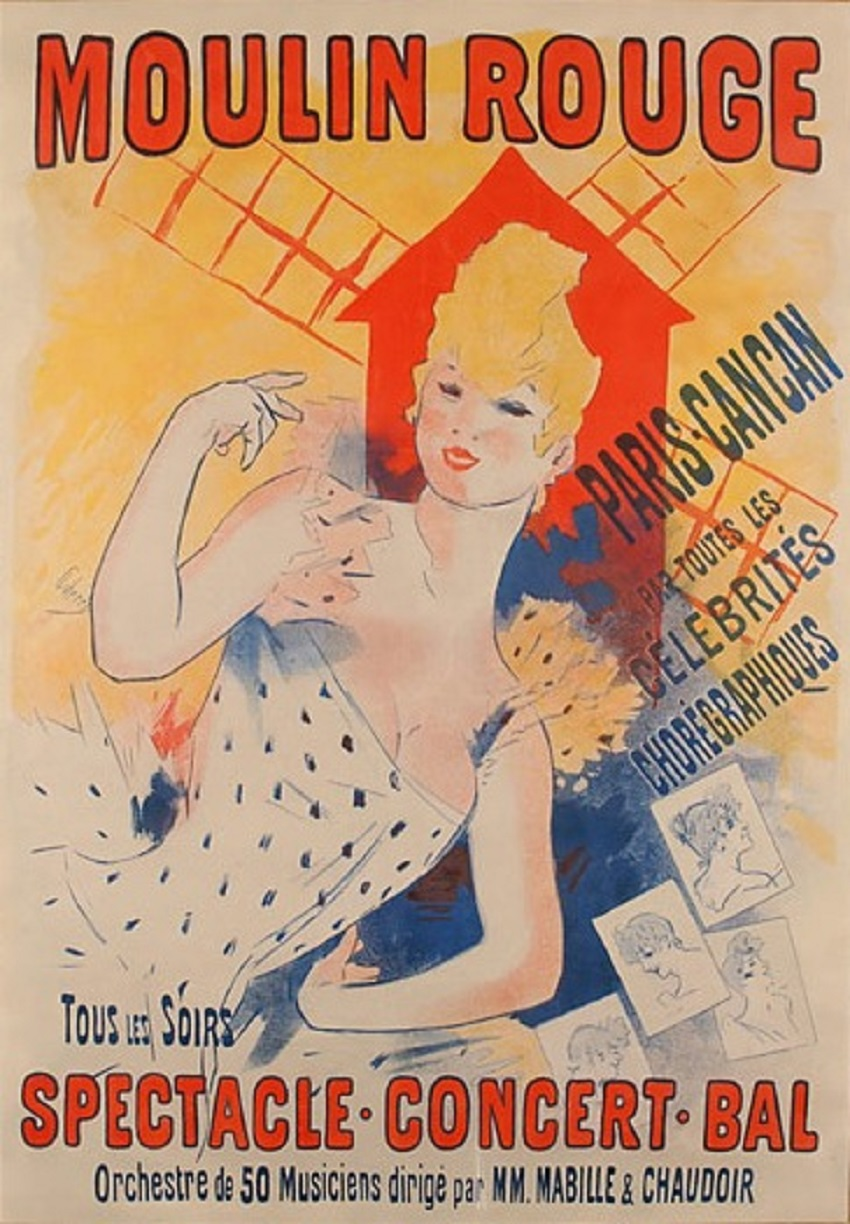
Affiche de Jules Chéret, 1890.
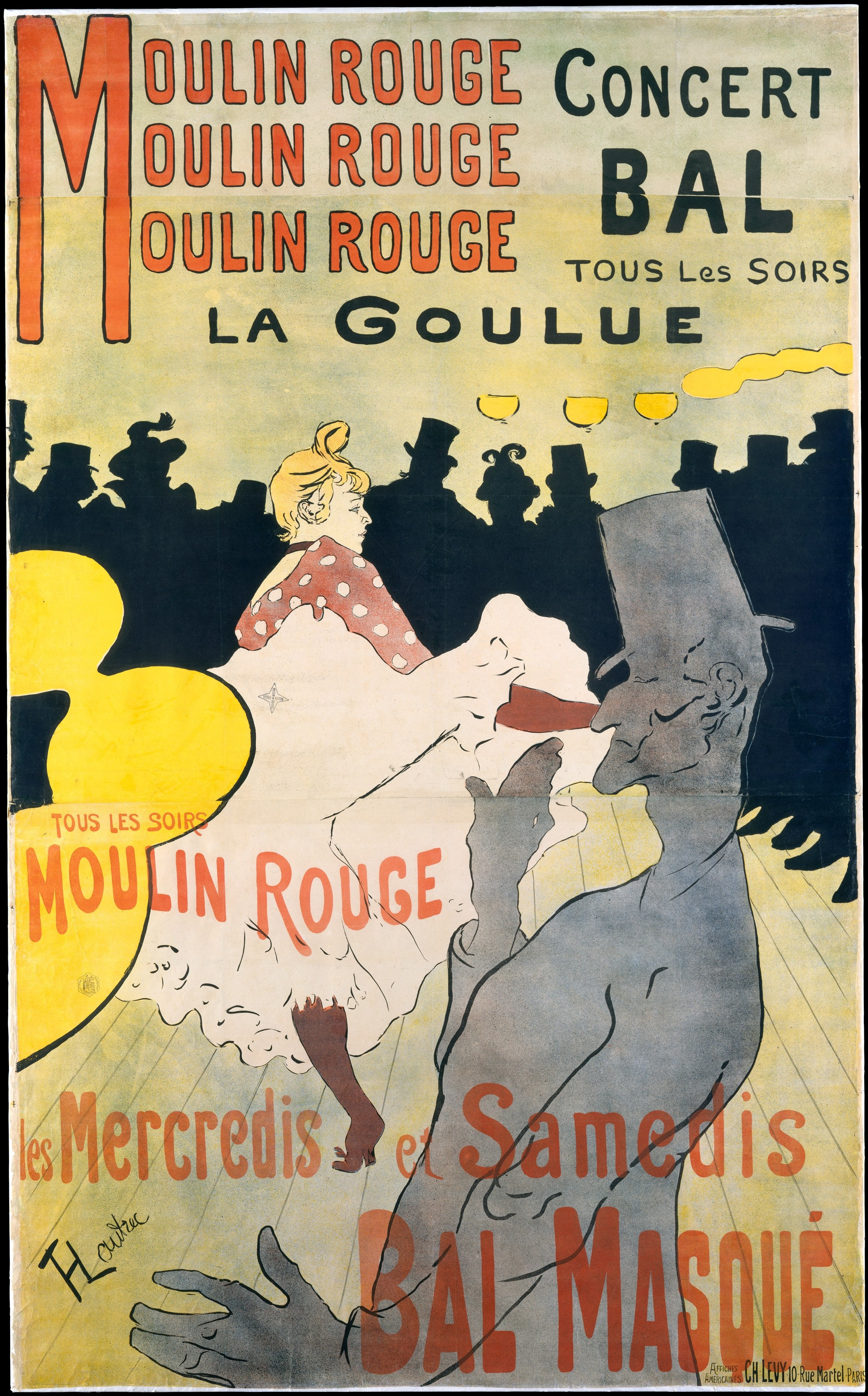
Moulin-Rouge - La Goulue, affiche de Henri de Toulouse-Lautrec, 1891.
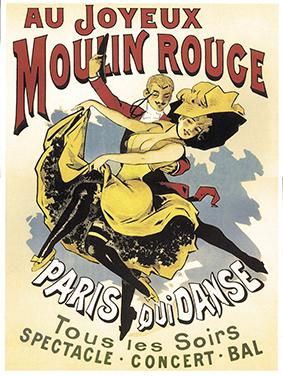
Au joyeux moulin rouge, affiche de Alfred Choubrac, 1896.

Le 12 novembre 1897, le Moulin-Rouge ferme exceptionnellement ses portes en raison des obsèques de son directeur et co-créateur Charles Zidler. Yvette Guilbert lui avait rendu hommage en lui déclarant : « Vous avez le génie de créer du plaisir populaire, dans le sens très élevé du mot, d’amuser les foules avec des nuances, selon la qualité de la masse à distraire ».
En 1900, des cinq continents, les étrangers sont attirés par l’Exposition universelle et affluent au « Moulin rouch ». Les mêmes, rentrés chez eux, firent de Paris la Babylone moderne, la capitale des plaisirs et des « p'tites dames de Paris ». Dans toutes les capitales poussèrent alors comme des champignons des « Moulins rouges » et des « Montmartre » que l'imitation et la libre interprétation firent ressembler non pas à Babylone mais plutôt à Sodome et Gomorrhe. Le dernier bal au Moulin-Rouge a lieu le 29 novembre 1902 et il se transforme en théâtre concert.

### Opérette et grand spectacle

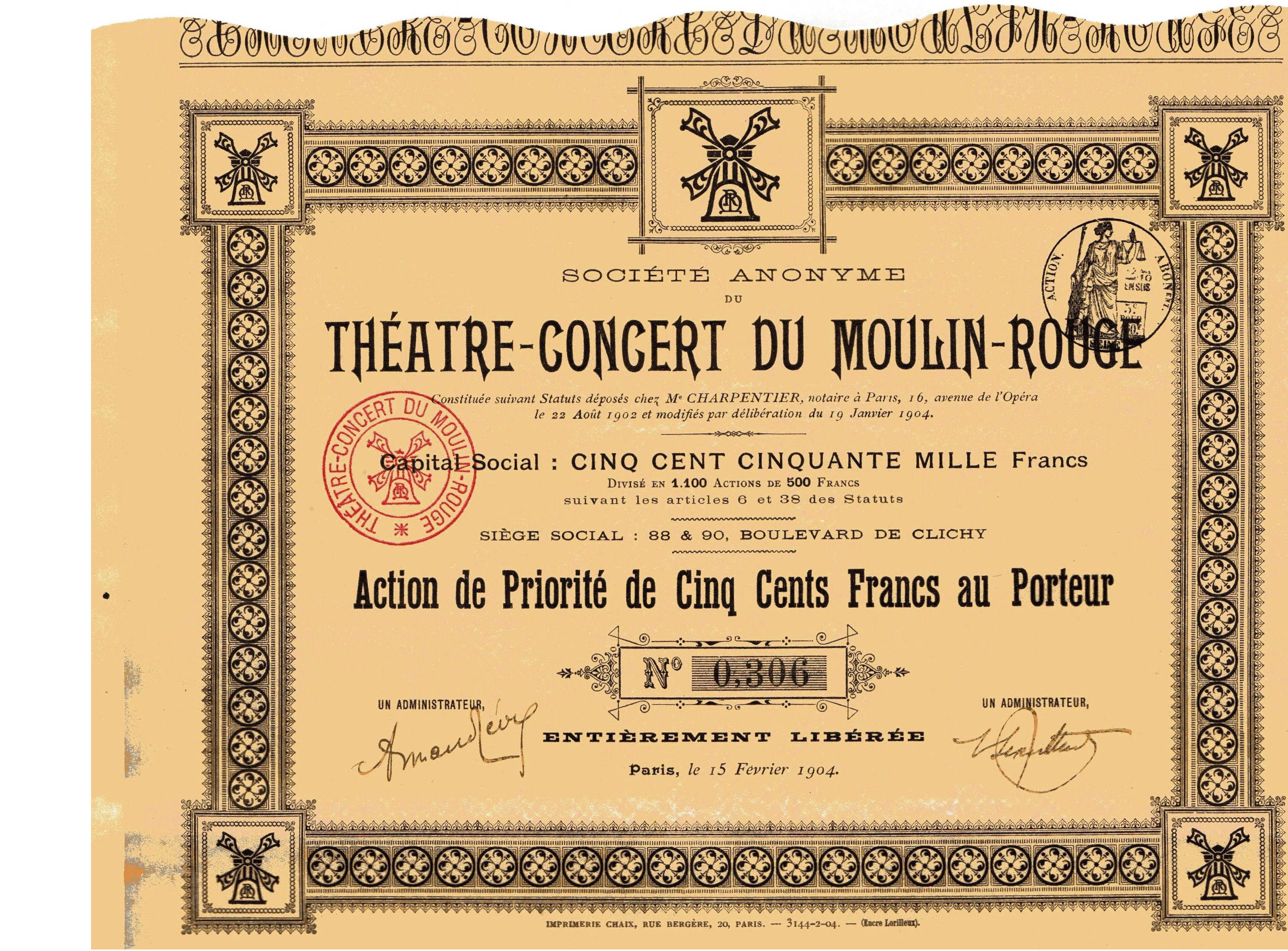
Action de Priorité de la Société anonyme du Théâtre-Concert du Moulin-Rouge en date du 15 février 1904.

En janvier 1903, le Moulin-Rouge rouvre ses portes après des travaux de rénovation et d’aménagement réalisés par Édouard-Jean Niermans, le plus parisien des architectes de la Belle Époque. Premier apéritif concert, où l’élite du monde élégant se retrouve pour un dîner spectacle dans un cadre encore plus beau et plus confortable que tout ce qui existe.
Jusqu’à la Première Guerre mondiale, le Moulin-Rouge se transforme en véritable temple de l’opérette. Les spectacles s’enchaînent : « Voluptata », « La Feuille de Vigne », « le Rêve d’Égypte », « Tais-toi tu m’affoles »… et bien d’autres revues aux titres plus évocateurs les uns que les autres. Le 3 janvier 1907, au cours du spectacle « le Rêve d’Égypte », Colette échange un baiser sur scène avec sa maîtresse la duchesse de Morny (Mathilde de Morny dite « Missy »). Jugée scandaleuse, la pièce est interdite.
Le 29 juillet 1907, première apparition de Mistinguett sur la scène du Moulin-Rouge dans « la Revue de la Femme ». Très vite, son talent éclate au grand jour. Elle triomphera l’année suivante avec Max Dearly dans « la Valse chaloupée ». Mistinguett, née dans une famille modeste, a un sens indéniable de la répartie. Elle a voulu construire sa vie et dit « La banlieue, n’en sort pas qui veut. J’avais un don : la vie. Tout le reste, reste à faire, à penser. Je n’ai pas pu me permettre d’être un bel animal, il a fallu penser à tout. » Le 9 avril 1910, une ancienne dame d’honneur de l’impératrice Eugénie assiste, au Moulin-Rouge, à une représentation de la Revue amoureuse. Elle est si charmée par la reconstitution fidèle de la cérémonie du retour des troupes d’Italie qu’elle ne peut s’empêcher de crier « Vive l’Impératrice ! ».
Le Moulin-Rouge est détruit lors d’un incendie le 27 février 1915. Ce n'est qu'en 1921 que les travaux de reconstruction débutent sous la direction de l'architecte Adolphe Thiers.

### Années «Mistinguett»

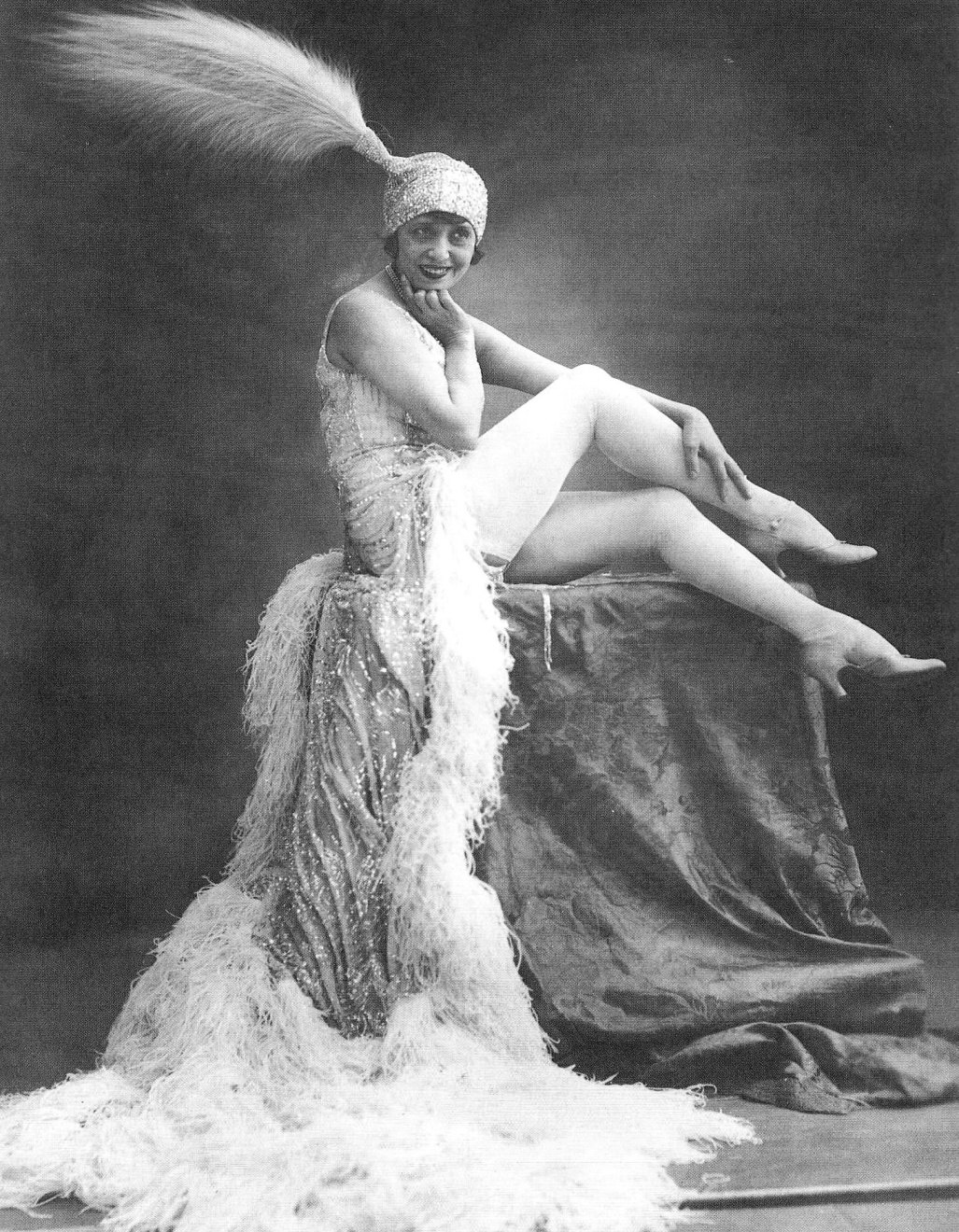
Mistinguett au Moulin-Rouge.

Après guerre, c’est Francis Salabert qui prend les commandes du Moulin-Rouge. Homme d'affaires plus qu'homme de spectacle, il confie à Jacques-Charles, le n° 1 des revuistes de l'époque, le soin de raviver les couleurs du cabaret. Le Moulin-Rouge prend alors un nouvel essor, grâce à des vedettes telles que Gina Palerme, Mistinguett, Jeanne Aubert ou Maurice Chevalier, ainsi qu'à la présentation, pour la première fois à Paris, de revues américaines avec les Hoffmann Girls.
En 1923, Raphaël Beretta, compositeur et chef d'orchestre qui dirigea les Folies Bergère, l'Olympia et le Casino de Paris se proposa de rétablir le music-hall du Moulin-Rouge dans un grand édifice. Le Moulin s'élève au milieu de la façade soutenu par une partie ronde décorée en partie supérieure de lucarnes ovales. Un incident se produisit en 1927 lors d'un show où les filles en tenues moulantes sortaient de gâteaux géants. Elles devaient ensuite danser et chanter. L'ennui, c'est que pour aller du sommet des gâteaux d'où elles sortaient à la scène, il leur fallait marcher sur un étage du gâteau, recouvert de crème pâtissière très glissante. Et une fois leurs chaussures (à talons aiguilles) enduites de crème, les filles n'arrivaient plus à tenir debout et trébuchaient sans cesse (la scène devant aussi être glissante). Et comme on avait dû leur donner l'ordre de ne retirer pour aucun prix leurs escarpins, les filles ont passé tout le spectacle à glisser et à reglisser, et à se retrouver les fesses par terre. Le show fut une véritable catastrophe.
Gesmar, 20 ans, devient décorateur. Ses dessins et maquettes resteront définitivement associés à l’image du Moulin-Rouge. Jacques-Charles et Mistinguett sont à l’origine de créations devenues mythiques : « la Revue Mistinguett » (1925), « Ça, c’est Paris » (1926) et « Paris qui tourne » (1928).
Au Moulin-Rouge, Mistinguett crée de nombreuses chansons devenues éternelles, dont Valencia, Ça, c’est Paris, Il m’a vue nue, On m’suit, cette dernière avec Jean Gabin. Pierre Fouchet devient directeur de l'établissement, il appelle Jacques Charles qui devient directeur artistique et Mistinguett qui devient « codirectrice » avec son partenaire Earl Leslie et directrice de l'atelier de coutures.

### L'après-Mistinguett

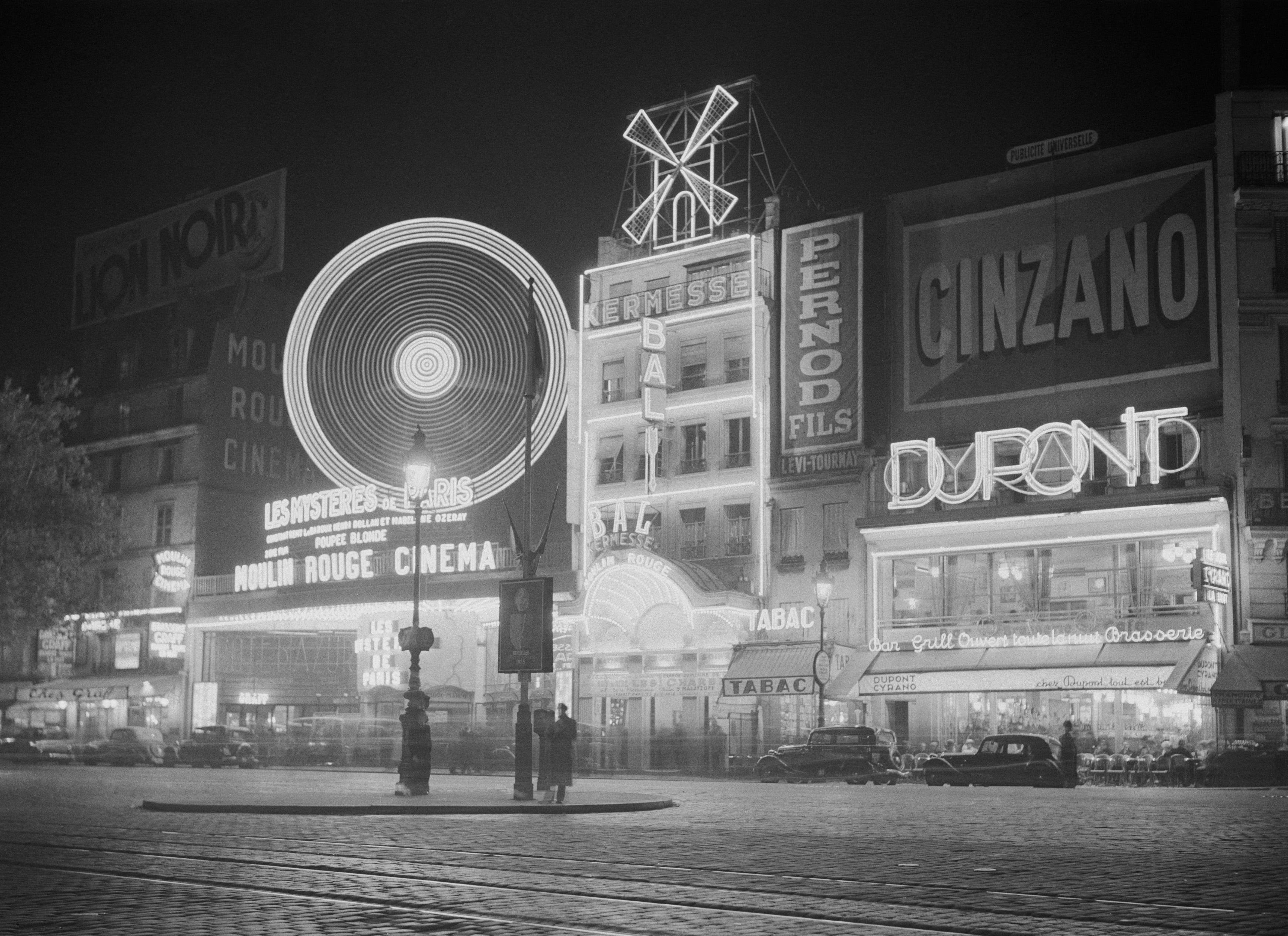
Le Moulin-Rouge en 1936, photo de Willem van de Poll.

En 1929, Mistinguett se retire de la scène et quitte le Moulin-Rouge dont le théâtre de 1 500 places assises devient une des plus grandes salles de cinéma d'Europe avec en première partie des artistes de music-hall. La revue des « Lew Leslie’s Black Birds », exécutée par une troupe de cent artistes noirs, accompagnée du Jazz Plantation Orchestra, se produit au Moulin-Rouge entre juin et août 1929.
L'ancienne salle de bal subsiste et se transforme en night club ultra moderne en 1937. Cette même année, le Cotton Club, qui fait fureur à New York, se produit au Moulin-Rouge, ainsi que Ray Ventura et ses collégiens.

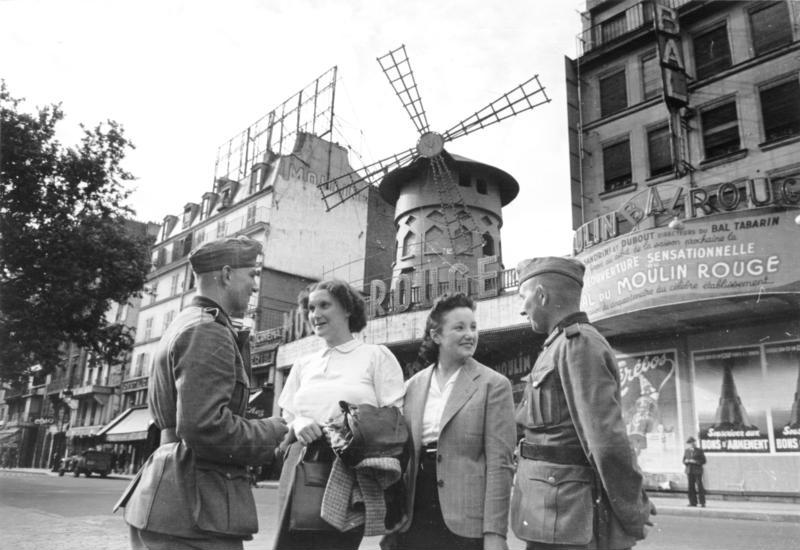
Des soldats allemands devant le Moulin-Rouge, en juin 1940, pendant l’occupation allemande de Paris lors de la Seconde Guerre mondiale.

Entre 1940 et 1945, la Seconde Guerre mondiale vient interrompre l’effervescence du Moulin-Rouge, qui devient un dancing, le Robinson Moulin-Rouge. Quelques jours avant la libération de Paris en 1944, Édith Piaf, dont le talent est déjà reconnu, se produit sur la scène du Moulin-Rouge, avec Yves Montand, un débutant qu’on lui impose.

### Ère du renouveau
Le 22 juin 1951, Georges France, dit Jo France, fondateur du Balajo, acquiert le Moulin-Rouge et entreprend de considérables travaux de rénovation. Il confie à Henri Mahé, l’un des décorateurs les plus en vogue, et aux architectes Bernard de La Tour d'Auvergne et Marion Tournon-Branly l’aménagement de la nouvelle salle. Les soirées dansantes, les attractions et le célèbre French cancan sont de retour au Moulin-Rouge. En 1953, deux panneaux sont placés dans l'entrée du Moulin-Rouge — Hommage à Lautrec et Prière aux artistes, avec portraits de Piéral et d'Edmond Heuzé. 19 mai 1953, le 25e Bal des Petits Lits blancs, organisé par le romancier Guy des Cars, a lieu au Moulin-Rouge en présence du président de la République, Vincent Auriol, et avec, pour la première fois sur une scène européenne, Bing Crosby. La soirée attire 1 200 artistes et vedettes venus du monde entier, dont Joséphine Baker qui chantera J'ai deux amours.
Entre 1951 et 1960, des artistes célèbres se succèdent incluant Luis Mariano, Charles Trenet, Charles Aznavour, Line Renaud, Bourvil, Fernand Raynaud et Lena Horne. Le célèbre French Cancan, toujours présent, est bientôt chorégraphié par Ruggero Angeletti en 1955. Doris Haug fonde la troupe des « Doriss Girls » au Moulin-Rouge en 1957 ; au nombre de 4 au départ, elles sont aujourd’hui 100, dont 40 sur scène. Deux ans après, le Moulin-Rouge se transforme avec la création et l’aménagement d’un nouvel espace cuisine pour proposer à une clientèle de plus en plus internationale un « dîner-spectacle » avec une carte gastronomique et des revues qui vont acquérir une réputation mondiale. Au début de l'année 1960, la « Revue japonaise » crée l'événement. Entièrement composée d'artistes japonais, la revue lance le kabuki à Montmartre.

### 1962-1988
En 1962, Jacki Clérico succède son père en prenant la direction du Moulin-Rouge. C’est le début d’une nouvelle ère : agrandissement de la salle, installation d’un aquarium géant et premier ballet aquatique. La revue « Cancan » est conçue par Doris Haug et Ruggero Angeletti la même année. Depuis 1963 et le succès de la revue « Frou-Frou », Jacki Clérico, par superstition, ne choisit plus que des titres de revues commençant par la lettre F. À chaque revue, le légendaire French cancan est présent : « Frou-Frou » (1963-1965), « Frisson » (1965-1967), « Fascination » (1967-1970), « Fantastic » (1970-1973), « Festival » (1973-1976), « Follement » (1976-1978), « Frénésie » (1978-1983), « Femmes, femmes, femmes » (1983-1988), « Formidable » (1988-1999) et « Féerie » (1999-2020). La musique des revues jouées de 1963 à 1983 a été composée par Henri Betti.
Le 7 septembre 1979, le Moulin-Rouge, devenu un haut lieu parisien, fête ses 90 ans. Sur scène, pour la première fois à Paris, Ginger Rogers est entourée de nombreuses stars dont Thierry Le Luron, Dalida, Charles Aznavour, Jean-Claude Brialy, George Chakiris, les Village People ou Zizi Jeanmaire. Le 23 novembre 1981, le Moulin-Rouge ferme exceptionnellement ses portes afin de présenter son spectacle devant la reine d’Angleterre, Élisabeth II. Le 4 février 1982, Liza Minnelli mène un show exceptionnel, en mettant en scène pour la première fois, la Britannique Fenella Masse Mathews. Deux galas sont organisés en 1984 : l'un pour Dean Martin et l'autre pour Frank Sinatra. Le 1er décembre 1986, le plus célèbre danseur classique du monde, Mikhaïl Barychnikov, crée au Moulin-Rouge un ballet original de Maurice Béjart.

### Depuis 1989

Logo officiel du Moulin-Rouge.

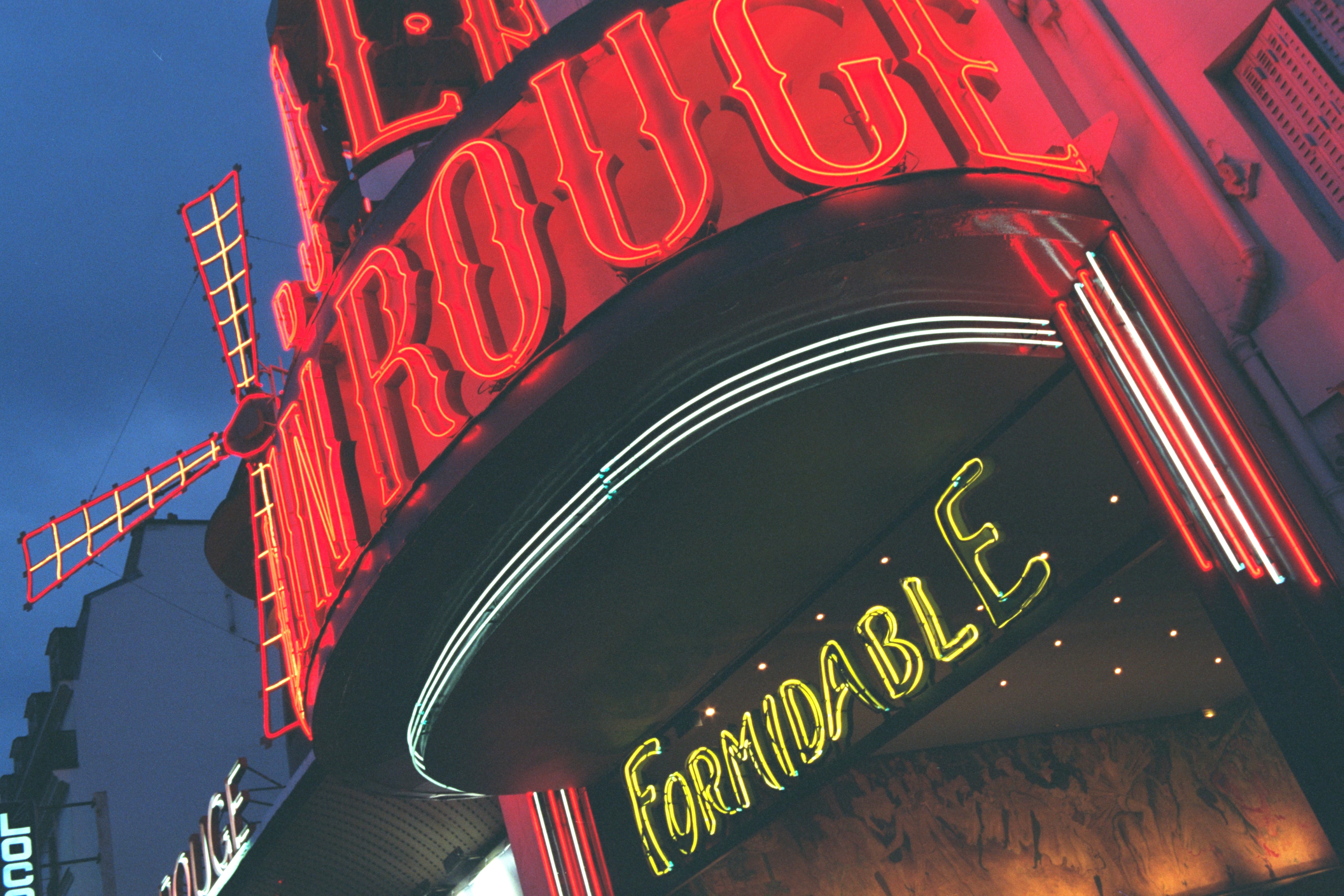
Le Moulin-Rouge, et sa revue en 1999.

Le 20 février 1988, à l'occasion du centenaire du Moulin-Rouge, la première de la revue « Formidable » est une « Royal Performance in Paris », l’une des plus prestigieuses manifestations officielles britanniques, à laquelle participe chaque année à Londres un membre de la famille royale. Pour la deuxième fois, elle s’est déroulée, en France, au Moulin-Rouge. Présidée en 1983 par la princesse Anne, le prince Edward en est l’invité d’honneur le 20 février 1988. Au printemps 1989, à Londres, représentation exceptionnelle du Moulin-Rouge devant le prince et la princesse de Galles. Le 6 octobre cette même année, un gala du Centenaire est organisé avec notamment Charles Aznavour, Lauren Bacall, Ray Charles, Tony Curtis, Ella Fitzgerald, les Gipsy Kings, Margaux Hemingway, Barbara Hendricks, Dorothy Lamour, Jerry Lewis, Jane Russell, Charles Trenet, Esther Williams.

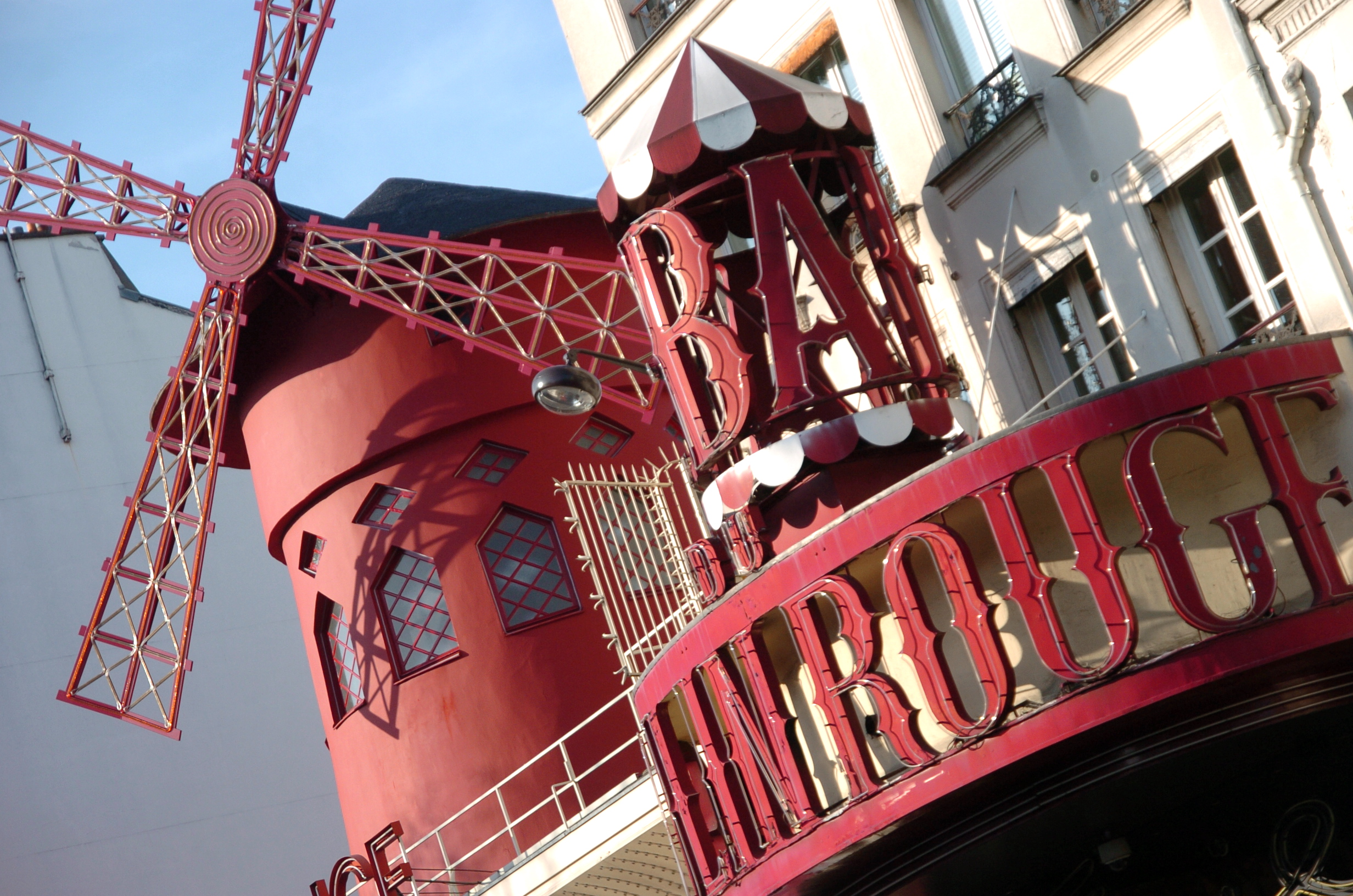
La façade du Moulin-Rouge, le 28 février 2009.

En 1994, un gala Cartier est organisé au profit de la Fondation des Artistes contre le SIDA avec un concert privé d’Elton John. En 1995, un gala Lancôme est organisé pour le lancement du parfum « Poème » avec Juliette Binoche. Concert privé de Charles Aznavour et de Jessye Norman. Le 14 novembre 1999, une dernière représentation de la Revue du Centenaire « Formidable », qui a accueilli, de 1988 à 1999, plus de 4,5 millions de spectateurs, est donnée. La revue « Féerie » est pour la première fois présentée le 23 décembre 1999.
En février 2009, à l’occasion de l’année de la France au Brésil et dans le cadre du Carnaval de Rio, le Moulin-Rouge est invité au Carnaval de Rio Copacabana,. En octobre 2009, le cabaret fête ses 120 ans.
En mai 2023, le Moulin-Rouge met définitivement un terme à l'un de ses numéros utilisant des serpents, afin de respecter la loi du 30 novembre 2021 contre la maltraitance animale.

## Incident

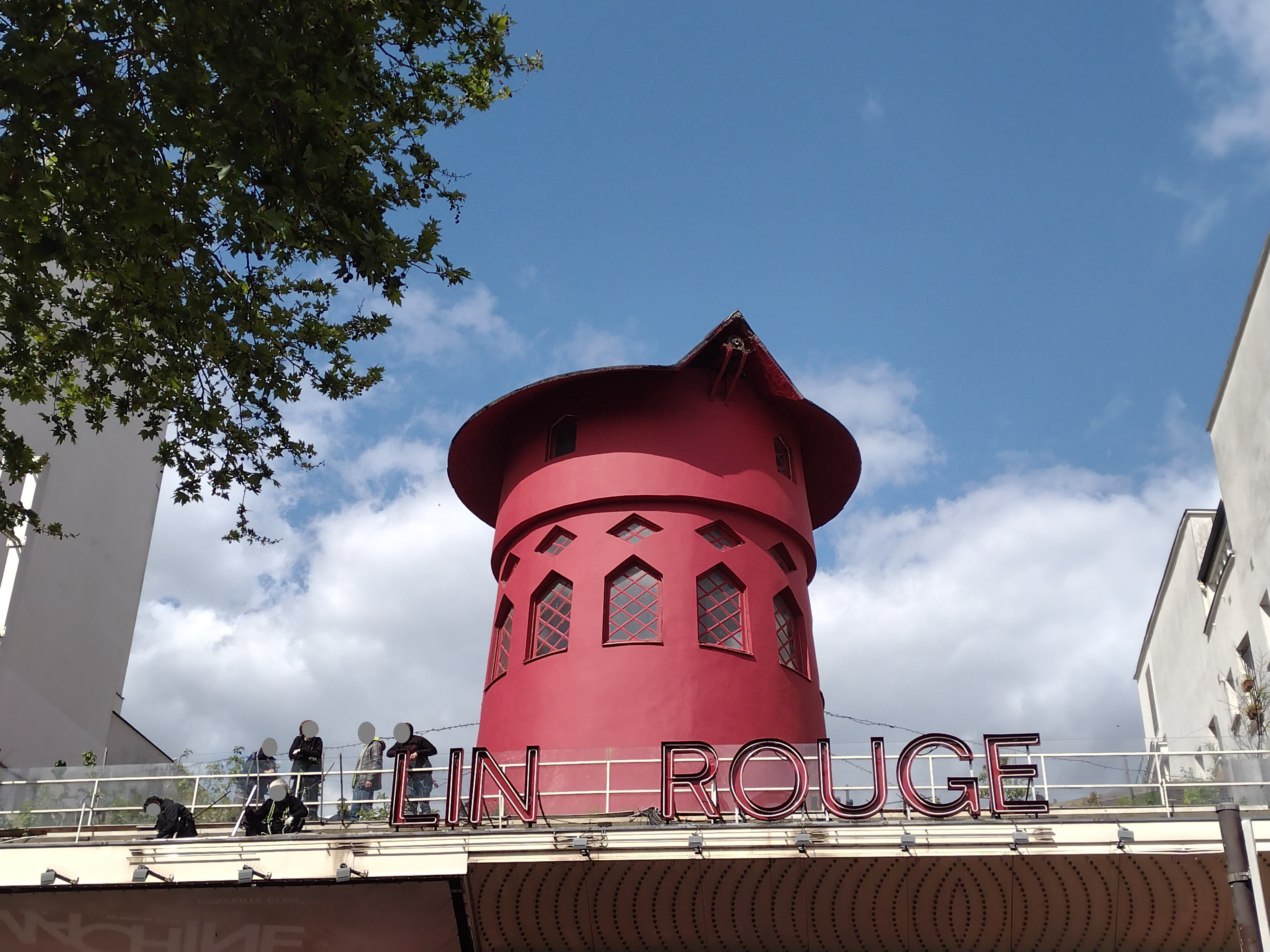
Moulin-Rouge le 25 avril 2024 vers 16 heures, après l'incident.

Le 25 avril 2024, à 1 h 45 du matin, les célèbres ailes du Moulin-Rouge se sont effondrées sans faire de blessé. Les lettres « MOU » ont également été emportées dans la chute des ailes. Le bâtiment est annoncé comme restant ouvert pour la soirée suivant l'incident, aux 1700 spectateurs prévus. Jean-Victor Clerico, directeur général du Moulin-Rouge, annonce qu'il s'agit tout simplement d'un problème technique, malgré un entretien tous les deux mois.

## Les revues du Moulin-Rouge

### Cancan(20 mars 1962)
- Chorégraphie : Doris Haug et Ruggero Angeletti
- Musique : René Leroux, Hubert Degex, Jacques Solet et P. Vetheuil
- Direction musicale : René Leroux
- Avec les Doriss Girls, les Doriss Dancers et les Doriss Mannequins

Tableaux
1. Le Moulin-Rouge en 1900
2. Fièvre
3. L'Oiseau de paradis
4. Moulin de nos amours
5. Paris Moulin-Rouge
6. Au Moulin-Rouge
7. Final avec toute la troupe

### Frou-frou(1eravril 1963)
- Musique : Henri Betti, René Leroux, Jean Claudric et P. Vetheuil
- Paroles : André Hornez
- Chorégraphe et maitresse de ballet : Doris Haug
- Chorégraphe et directeur de scène : Ruggero Angeletti
- Direction musicale : Michel Gamay
- Costumes et décors : Erté, Georgio Veccia et André Levasseur
- Avec les Doriss Girls, les Doriss Dancers et les mannequins du Moulin-Rouge

Tableaux
1. Tournons les pages
2. Le Moulin sous la neige
3. Évocation péruvienne
4. Cléopâtre
5. La Fête foraine
6. Sur le quai
7. L'Oiseau de paradis
8. Le Moulin-Rouge en 1900

### Frisson(15 avril 1965)
- Musique : René Leroux, Henri Betti et P. Vetheuil
- Arrangements : Jean Gruyer et René Loyx
- Paroles : André Hornez
- Chef d'orchestre : André Dabonneville
- Chorégraphe et maitresse de ballet : Doris Haug
- Choégraphe et directeur de scène : Ruggero Angeletti
- Costumes et décors : Georgio Veccia, Erté et Levasseur
- Avec les Doriss Girls, les Doriss Dancers et les Belles du Moulin.

Tableaux
1. Rendez-vous au Moulin-Rouge
2. Fiesta
3. L'Aquarium enchanté
4. Les Vendanges a Montmartre
5. La neige danse
6. Cléopâtre
7. Le Moulin-Rouge en 1900
8. Hommage à Maurice Chevalier

### Fascination(15 avril 1967)
- Musique : Henri Betti et Jean-Pierre Landreau
- Paroles : André Hornez
- Chorégraphe et maitresse de ballet : Doris Haug
- Chorégraphe et directeur de scène : Ruggero Angeletti
- Direction musicale : André Dabonneville
- Costumes et décors : Georgio Veccia
- Avec les Doriss Girls, les Doriss Dancers et les Belles du Moulin.

Tableaux
1. Symphonie de couleurs
2. Fiançailles artistiques
3. Intrigue aux Caraïbes
4. Cascade
5. Montmartre au fil des temps
6. Grand Final

### Fantastic(20 mars 1970)
- Musique : Henri Betti et Jean-Pierre Landreau
- Paroles : André Hornez
- Chorégraphe et maitresse de ballet : Doris Haug
- Chorégraphe et directeur de scène : Ruggero Angeletti
- Direction musicale : André Dabonneville
- Costumes et décors : Georgio Veccia
- Avec les Doriss Girls, les Doriss Dancers et les Garçons de la rue.

Tableaux
1. Télé soir Moulin-Rouge
2. Pour entrer dans la danse
3. Rêverie japonaise
4. Les Années folles de 1930
5. Le Tour du monde de l'amour
6. Grand Final (avec toute la troupe)

### Festival(29 mars 1973)
- Musique : Henri Betti et Jean-Pierre Landreau
- Arrangements : Pierre Delvincourt
- Paroles : André Hornez
- Chorégraphe et maitresse de ballet : Doris Haug
- Chorégraphe et directeur de scène : Ruggero Angeletti
- Direction musicale : André Dabonneville
- Costumes et décors : Georgio Veccia
- Avec les Doriss Girls, les Doriss Dancers et les Garçons de la rue et Andrex, dans un hommage à Maurice Chevalier

Tableaux
1. La Légende animée du Moulin-Rouge
2. Les femmes sont des fleurs
3. Piraterie sous les tropiques
4. C'est le jour du mariage de Russie de toujours
5. Paris en 1900

### Follement(1eravril 1976)
- Musique : Henri Betti et Jean-Pierre Landreau
- Airs additionnels : François Betti
- Paroles : André Hornez
- Chorégraphe et maitresse de ballet : Doris Haug
- Chorégraphe et directeur de scène : Ruggero Angeletti
- Direction musicale : André Dabonneville
- Costumes et décors : Georgio Veccia
- Avec les Doriss Girls, les Doriss Dancers et les Garçons, Lisette Malidor, les Garçons de la rue et les Belles du Moulin.

Tableaux
1. Le président présente
2. Femmes et Guitares
3. Les Milles et Une Nuits
4. Brésil de mes rêves
5. L'Exposition universelle de 1900
6. Le Moulin-Rouge en 1978
7. Grand final

### Frénésie(22 décembre 1979)
- Musique : Henri Betti, Don James et Pierre Delvincourt
- Airs additionnels : François Betti
- Paroles : André Hornez
- Chorégraphe et maitresse de ballet : Doris Haug
- Chorégraphe et directeur de scène : Ruggero Angeletti
- Direction musicale : André Dabonneville
- Costumes et décors : Georgio Veccia
- Avec les Doriss Girls, les Doriss Dancers et Watusi.

Tableaux
1. Invitation à la danse
2. Rêve tzigane
3. Sous le ciel de Mexico
4. Les Années 25 en 25 minutes
5. Grand final (avec toute la troupe)

### Femmes, femmes, femmes(26 février 1983)
- Musique : Henri Betti, Pierre Delvincourt et Don James
- Paroles : André Hornez et Roland Léonar
- Chorégraphie : Doris Haug, Ruggero Angeletti et Vickers
- Direction musicale : Georges Bessières
- Costumes et décors : Georgio Veccia
- Avec les Doriss Girls, les Doriss Dancers, Fenella Masse Mathews et Debbie de Coudreaux.

Tableaux
1. Prologue
2. Aux Caraïbes
3. Au Far West
4. De partout
5. Grand final rose

### Formidable. La revue du centenaire(12 février 1989)
- Conception : Doris Haug et Ruggero Angeletti
- Costumes : Corrado Colabucci
- Décors : Gaetano Castelli
- Musique : Pierre Porte
- Paroles : Charles Level
- Chorégraphie : Bill Goodson
- Avec les Doriss Girls et les Doriss Dancers.

Tableaux
1. Prologue : Formidable
2. Au soleil du désert
3. Rêve de Vienne
4. Un centenaire
5. Une pensée pour Maurice
6. Un clin d'œil à Joséphine
7. Grand Final

### Féerie(23 décembre 1999)
- Conception : Doris Haug et Ruggero Angeletti
- Costumes : Corrado Colabucci
- Décors : Gaetano castelli
- Musique : Pierre Porte
- Paroles : Roland Léonar, Charles Level
- Direction musicale : Roland Audefroy
- Chorégraphie : Bill Goodson
- Lumières : Christian Bréan
- Avec les Doriss Girls et les Doriss Dancers.

Tableaux
1. Le Moulin-Rouge aujourd'hui et hier… le Moulin-Rouge toujours…
2. Les pirates
3. Au cirque Doris
4. Les French Cancan du Moulin-Rouge
5. Le Moulin-Rouge de 1900 à…

## Filmographie

### Films de fiction
- Moulin Rouge Dancers 1 & 2 (1898), film muet américain sur le Moulin-Rouge
- Queen of the Moulin Rouge (1922), film muet américain réalisé par Ray C. Smallwood et Peter Milne
- Le Fantôme du Moulin-Rouge (1925), réalisé par René Clair, avec Sandra Milowanoff et Georges Voltier
- Moulin Rouge (1928), réalisé par Ewald André Dupont, avec Olga Tschechowa
- L'Étoile du Moulin-Rouge aussi intitulé La Danseuse du Moulin-Rouge (1934), réalisé par Sidney Lanfield, avec Constance Bennett
- La Chaste Suzanne (1937/1938), réalisé par André Berthomieu, avec Raimu et Henri Garat
- Moulin-Rouge (1939), réalisé par André Hugon, avec Lucien Baroux, Pierre Larquey et Joséphine Baker
- La P’tite Femme du Moulin-Rouge (1945), réalisé par Benito Perojo, avec Alberto Bello, Tilda Thamar
- Moulin Rouge (1952), réalisé par John Huston, avec José Ferrer
- French Cancan (1955), réalisé par Jean Renoir, avec Jean Gabin, Françoise Arnoul (montre la construction du Moulin-Rouge, ré-écrite par Renoir.)
- Une nuit au Moulin-Rouge (1957), réalisé par Jean-Claude Roy, avec Tilda Thamar, Noël Roquevert
- La Chaste Suzanne (1963), réalisé par Luis César Amadori, avec Armand Mestral, Noël Roquevert
- Due mattacchioni al Moulin Rouge[34] (1964), comédie musicale italienne réalisée par Carlo Infascelli et Giuseppe Vari, avec Franco et Ciccio
- Anastasia (1997), film d’animation réalisé par Don Bluth et Gary Goldman (une scène se déroule au Moulin-Rouge.)
- Moulin Rouge (2001), réalisé par Baz Luhrmann, avec Ewan McGregor, Nicole Kidman
- Coco (2009), réalisé par Gad Elmaleh (une scène est tournée au Moulin-Rouge.)
- Mystère au Moulin-Rouge (2011), téléfilm[35] réalisé par Stéphane Kappes, avec Émilie Dequenne, Grégory Fitoussi

### Documentaires
- 1899 : Quadrille dansé par les étoiles du Moulin-Rouge 1,2 & 3, France - Produit par Pathé (durée : 3 x 20 min)
- 1981 : An Evening at the Moulin Rouge, réalisé par David Niles, produit par HBO (durée : 60 min)[36]
- 2000 : Les Dessous du Moulin-Rouge, réalisé par Nils Tavernier, produit par Little Bear (durée : 52 min)
- 2001 : Coulisses d’une revue, le Moulin-Rouge, réalisé par Philippe Pouchain et Yves Riou (durée : 60 min)
- 2002 : 
  - Moulin-Rouge Forever, réalisé par Philippe Pouchain et Yves Riou (durée : 55 min)
  - Moulin-Rouge : la restauration et Une vie de passion au Moulin-Rouge, deux documentaires qui accompagnent le DVD du film de John Huston
- 2012 : Au cœur du Moulin-Rouge, réalisé par Marie Vabre, produit par 3e Œil Productions (durée : 90 min)
- 2024 : Les grands palais de la nuit épisode Le Moulin-Rouge d'Anne Kauth

### Télévision
Laurent Ruquier a enregistré jusqu'en juin 2014 au Moulin-Rouge ses émissions On a tout essayé, On n'est pas couché, On n'a pas tout dit et On n'demande qu'à en rire.
D'autres émissions TV y ont également été enregistrées: Panique dans l'oreillette par Frédéric Lopez pour France 2 et La nuit nous appartient par Mustapha El Atrassi pour Comédie ! et NRJ12.

## Culture populaire

### Musique
Le Moulin-Rouge est un point de repère récurrent dans les chansons parlant de Paris. Il a été chanté par André Claveau, Percy Faith, Juliette Gréco, Les Compagnons de la chanson et bien d'autres.
Il est le sujet central de la comédie musicale  Moulin Rouge! The Musical réalisée par Baz Luhrmann avec un livret de John Logan.
En 2001, le Moulin-Rouge est cité dans le single Lady Marmalade par le quatuor Christina Aguilera, Lil' Kim, Mýa et Pink, lorsque le titre est utilisé comme bande originale du film homonyme.

### Dans le monde
- Le Moulin-Rouge de Las Vegas s'est beaucoup inspiré du célèbre cabaret parisien.
- À l'occasion de la Saint-Patrick 2011, le Moulin-Rouge a troqué son éclairage rouge pour se mettre à l'heure irlandaise, tout en vert[38]
- En 2016, Michael Mack, directeur du parc de loisirs allemand Europa-Park, a signé un contrat avec les propriétaires du Moulin-Rouge afin de créer une réplique du cabaret. Celle-ci est intégrée dans Eurosat - CanCan Coaster, un circuit de montagnes russes en intérieur situé dans le parc d'attractions, dans le quartier français. Son inauguration, prévue le 14 juillet 2018, le jour de la fête nationale française, a finalement lieu le 12 septembre 2018, pour une ouverture au public le lendemain.

### Records
Le Moulin-Rouge est un des plus grands clients de champagne au monde, avec environ 240 000 bouteilles par an mentionnées entre 2009 et 2014, puis 360 000 bouteilles par an mentionnées en 2015.
La troupe du Moulin-Rouge, le cabaret parisien du French cancan, détient six records du monde, dont le plus grand nombre de levers de jambes.

### Peinture

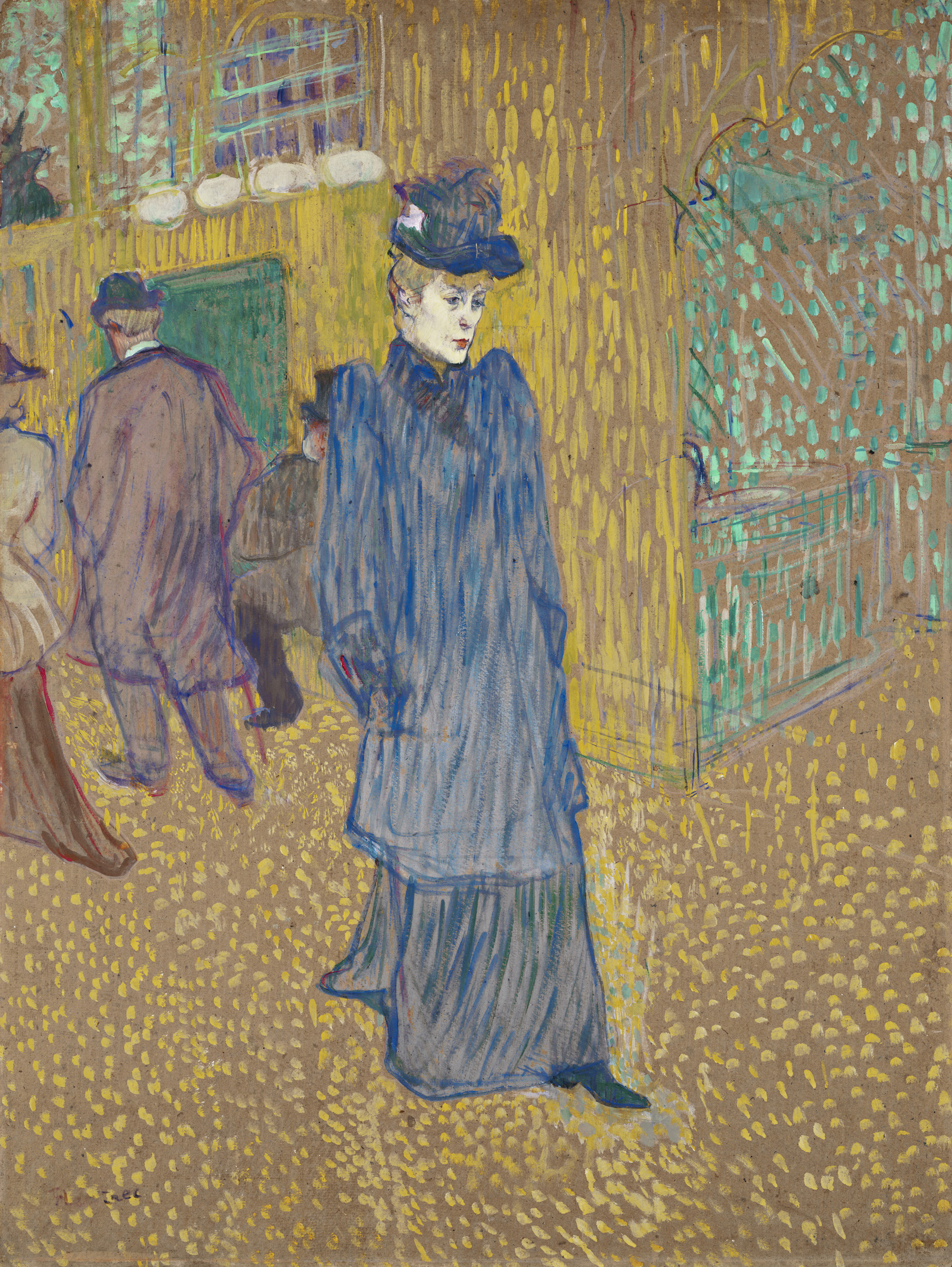
Jane Avril sortant du Moulin-Rouge, par Henri de Toulouse-Lautrec en 1892.

Le Moulin-Rouge a fait l'objet de nombreuses œuvres picturales dont : 
- Scène de fête au Moulin-Rouge, Giovanni Boldini, peinture à l'huile sur toile (96,8 × 104,7 cm) de  vers 1889, musée d'Orsay, Paris[43].
- Le Moulin Rouge, Pierre Bonnard, peinture à l'huile sur bois (59,5 × 41 cm) de vers 1896, Fondation Bemberg, Toulouse.